# Walpole (Massachusetts)
Walpole – miasto w Stanach Zjednoczonych, w stanie Massachusetts, w hrabstwie Norfolk.